# Прости-Здорово-Ёль

Прости-Здорово-Ёль (Прости-Здорова-Ёль) — река в России, протекает в Республике Коми. Устье реки находится в 10 км по правому берегу реки Исакова. Длина реки составляет 15 км. Слева принимает приток Прощай-Здорово-Ёль. Устье находится в урочище Дозмер.

## Данные водного реестра
По данным государственного водного реестра России относится к Двинско-Печорскому бассейновому округу, водохозяйственный участок реки — Печора от водомерного поста у посёлка Шердино до впадения реки Уса, речной подбассейн реки — бассейны притоков Печоры до впадения Усы. Речной бассейн реки — Печора.
По данным геоинформационной системы водохозяйственного районирования территории РФ, подготовленной Федеральным агентством водных ресурсов:
- Код водного объекта в государственном водном реестре — 03050100212103000064365
- Код по гидрологической изученности (ГИ) — 103006436
- Код бассейна — 03.05.01.002
- Номер тома по ГИ — 03
- Выпуск по ГИ — 0